# Herrestrup
Herrestrup is een plaats in de Deense regio Seeland, gemeente Odsherred. De plaats telt 276 inwoners (2008).